# Clarita de Uriburu

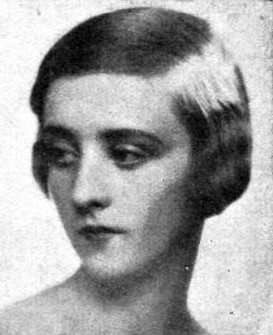
Clarita de Uriburu

Clara "Clarita" Agustina de Uriburu Roca (1 tháng 4 năm 1908 - 22 tháng 4 năm 1995) là một người có tiếng trong xã hội Argentina, trở thành hình mẫu trong tác phẩm The Book of Beauty của Cecil Beaton.

## Tiểu sử
Clara "Clarita" Agustina de Uriburu Roca sinh ngày 1 tháng 4 năm 1908 tại Buenos Aires, Argentina, con gái của José Evaristo Uriburu Tezanos Pinto  (1880-1956), Đại sứ Argentina tại Luân Đôn từ 1927 đến 1931, và Agustina Eloísa Roca Funes. Ông nội của cô là ông Jose Evaristo Uriburu, Tổng thống Argentina từ ngày 23 tháng 1 năm 1895 đến ngày 12 tháng 10 năm 1898.
Cô là một trong những hình mẫu của Cecil Beaton, người, trong tác phẩm The Book of Beauty, đã viết: "Cô Clarita de Uriburu là phiên bản hôn nhân của hai chị em cao lớn này (Paula Gellibrand và chị gái Nada Ruffer, n.d.r), một con rối tinh xảo, chiều cao năm feet, cân đối tinh tế, và kết cấu của làn da và mái tóc của cô ấy là một cái đẹp duy nhất. Khuôn mặt hình quả trứng của cô ấy trông được làm bằng đá cẩm thạch bóng loáng, mái tóc màu ngô của cô ấy được cắt bằng lụa mỏng manh nhất, má cô ấy có một màu hồng ngọt ngào như hạt đậu, đôi mắt của cô ấy, lông mi khổng lồ, to lớn và rực lửa sáng chói, mũi của cô ấy sắc sảo và vui tươi, miệng của cô ấy có một cái cằm trên cái cằm có hình bầu dục của nó, và trên đôi môi của cô ấy có thêm một vẻ rực rỡ. Chiếc cổ mỏng như chiếc mũ của cô ấy trông không giống như nó có thể cân bằng vương miện lớn của cái đầu mà nó mang theo, chứ đừng nói đến chiếc mũ nhỏ thông minh điên rồ mà chắc chắn không thể thấy ở London. Cô Uriburu sở hữu những phẩm chất trẻ con của người đầu tiên mà cô có, nhưng ăn mặc với sự tinh tế và hơi hài hước mà chỉ có vài phụ nữ trung niên có được. Cô ấy là một trong những Venuses quan trọng nhất của chúng tôi, vì cô ấy hoàn toàn mới, dí dỏm, xinh đẹp, và kết quả là hấp dẫn một cách kỳ lạ. " 
Vào ngày 15 tháng 12 năm 1938, cô kết hôn với Eduardo Cernadas Martel và có một con trai, Eduardo Cernadas Uriburu.
Cô qua đời vào ngày 22 tháng 4 năm 1995 tại Buenos Aires, Argentina và được chôn cất tại Concreteerio de la Recoleta.